# Dicyphus epilobii
Dicyphus epilobii, auch Weidenröschen-Zweibuckelweichwanze genannt, ist eine Wanzenart aus der Familie der Weichwanzen (Miridae).

## Merkmale
Die Wanzen werden 4,5 bis 5,4 Millimeter lang. Arten der Gattung Dicyphus sind in der Regel anhand äußerer Merkmale schwer zu bestimmen, die Färbung kann aber dennoch dabei behilflich sein. Dicyphus epilobii ist blass grün gefärbt und ist an den rot gefärbten basalen Gliedern der Fühler bestimmbar. Die adulten Wanzen sind immer voll geflügelt (makropter). Sie haben häufig einen dunklen Fleck am Apex sowohl des Coriums, als auch des Cuneus auf den Hemielytren. Die Länge des dritten Fühlergliedes ist größer oder gleich lang, wie der Kopf auf Höhe der Facettenaugen breit ist und die Schienen (Tibien) der Hinterbeine sind lang.

## Vorkommen und Lebensraum
Die Art ist vom Süden Skandinaviens über West- und Mitteleuropa bis in den nördlichen Mittelmeerraum und östlich bis in die Karpaten verbreitet. Sie ist in Deutschland weit verbreitet, ist aber im Osten seltener als im atlantisch beeinflussten Westen und kann dort teilweise sehr häufig sein. In Österreich sind nur wenige, vereinzelte Nachweise der Art bekannt.

## Lebensweise
Die Wanzen leben ausschließlich an Zottigem Weidenröschen (Epilobium hirsutum), ernähren sich aber auch räuberisch. Die Überwinterung der flugfähigen Wanzen erfolgt als Ei. Die Nymphen treten im Juni und Juli auf, die adulten Wanzen ab Mitte bis Ende Juli. Unter günstigen Bedingungen können auch zwei Generationen pro Jahr ausgebildet werden.

## Belege